# 哈里森鎮區 (阿肯色州溫泉縣)
哈里森鎮區（英語：Harrison Township）是位於美國阿肯色州溫泉縣的一個行政鎮區。

## 地方資料
哈里森鎮區的面積為113.22平方千米，當中陸地面積為113.21平方千米，而水域面積為0.01平方千米。根據2010年美國人口普查的數據，當地共有人口262人，而人口密度為每平方千米2.31人。